# Harushio-Klasse
Die Harushio-Klasse (japanisch はるしお型潜水艦 Harushio-gata Sensuikan) war eine Klasse von sieben konventionellen Jagd-U-Booten der japanischen Maritimen Selbstverteidigungsstreitkräfte (JMSDF).

## Allgemeines
Die seit Ende 1980er-Jahren in Dienst stehende Klasse war eine größere und geräuschärmere Weiterentwicklung der Yūshio-Klasse und löste die Uzushio-Klasse in den japanischen Maritimen Selbstverteidigungsstreitkräften ab.
Das siebte Boot, die Asashio, wurde modifiziert, um eine außenluftunabhängige Antriebsanlage (AIP) zu testen. Alle Boote wurden in den Jahren 2009 bis 2017 durch die Boote der Sōryū-Klasse ersetzt.

## Einheiten
| Kennung                            | Name                           | Bauwerft                       | Kiellegung                     | Stapellauf                     | Indienststellung               | Außerdienststellung            | Bemerkungen                                                |
| Projekt S126 (Harushio-Klasse)     | Projekt S126 (Harushio-Klasse) | Projekt S126 (Harushio-Klasse) | Projekt S126 (Harushio-Klasse) | Projekt S126 (Harushio-Klasse) | Projekt S126 (Harushio-Klasse) | Projekt S126 (Harushio-Klasse) | Projekt S126 (Harushio-Klasse)                             |
| ---------------------------------- | ------------------------------ | ------------------------------ | ------------------------------ | ------------------------------ | ------------------------------ | ------------------------------ | ---------------------------------------------------------- |
| SS-583                             | Harushio (はるしお)            | MHI, Kōbe                      | 21. April 1987                 | 26. Juli 1989                  | 30. November 1990              | 27. März 2009                  |                                                            |
| SS-584                             | Natsushio (なつしお)           | KHI, Kōbe                      | 8. April 1988                  | 20. März 1990                  | 20. März 1991                  | 26. März 2010                  |                                                            |
| TSS-3606 (SS-585)                  | Hayashio (はやしお)            | MHI, Kōbe                      | 9. Dezember 1988               | 17. Januar 1991                | 25. März 1992                  | 15. März 2011                  | Schul-U-Boot vom 7. März 2007 bis zur Außerdienststellung  |
| SS-586                             | Arashio (あらしお)             | KHI, Kōbe                      | 8. Januar 1990                 | 17. März 1992                  | 17. März 1993                  | 19. März 2012                  |                                                            |
| SS-587                             | Wakashio (わかしお)            | MHI, Kōbe                      | 12. Dezember 1990              | 22. Januar 1993                | 1. März 1994                   | 5. März 2013                   |                                                            |
| TSS-3607 (SS-588)                  | Fuyushio (ふゆしお)            | KHI, Kōbe                      | 12. Dezember 1991              | 16. Februar 1994               | 7. März 1995                   | 6. März 2015                   | Schul-U-Boot vom 15. März 2011 bis zur Außerdienststellung |
| Projekt S129 (Kai-Harushio-Klasse) |                                |                                |                                |                                |                                |                                |                                                            |
| TSS-3601 (SS-589)                  | Asashio (あさしお)             | MHI, Kōbe                      | 24. Dezember 1992              | 12. Juli 1995                  | 12. März 1997                  | 27. Februar 2017               | Schul-U-Boot vom 9. März 2000 bis zur Außerdienststellung  |